# حسینا
حسینا از شاعران متاخر و دو بیتی سرای ایران می‌باشد از وی دوبیتی‌های فراوانی در فرهنگ بومی و محلی ایران به یادگار مانده‌است، احتمال قوی بر آن است که وی از مردم سیستان بوده باشد. حسینا اشعار خود را در مدح و ستایش معشوقه‌ای با نام دلارام سروده‌است و آوازه عشق و دوبیتی‌های او به خصوص در فرهنگ محلی مردم سیستان و جنوب خراسان به خوبی به یادگار مانده‌است.
وی که در سده‌های نه چندان دور در سیستان متولد شد و همان‌جا عمر خود را گذراند با سرودن دوبیتی‌های دلچسب به صورت فهولیات آغشته با گویش سیستانی گفته شده‌است. وی شعور، احساس، شادی و اندوه خود رادر این اشعار جاری ساخته بصورتی که این دوبیتی‌ها سینه به سینه نقل و به این زمان رسیده‌است.

## شعر
| حسینا را بدیدُ شیب می‌رفت |  | وَ با غستو وَ سیل میوهَ می‌رفت |
| و باغستو برای میوه خوب  |  | وصد نازُ و وصد غمزه می‌رفت   |

| بو قوربون دو چشمای سیاهش   |  | چطو دِل وَرکنو از تو جدا شا |
| چطو دِل وَرکونوم از یار شیری |  | بریو باز خه کس گدِ آشنا شا |